# Agave involuta
Agave involuta ist eine Pflanzenart aus der Gattung der Agaven (Agave) in der Unterfamilie der Agavengewächse (Agavoideae). Das Artepitheton involuta stammt aus dem Lateinischen, bedeutet ‚eingerollt‘ und verweist auf die eingerollten Laubblätter der Art.

## Beschreibung
Agave involuta ist 85 bis 140 Zentimeter groß. Die bis zu zehn oder mehr linealischen Laubblätter sind eng der Länge nach gefaltet und erscheinen häufig röhrenförmig. Die Blattspreite ist 30 bis 50 Zentimeter lang und 0,2 bis 0,5 Zentimeter breit. Die Blattränder und die Blattadern auf der Spreitenunterseite sind – manchmal nur undeutlich – papillös.
Der Blütenstand ist „ährig“. Der blütentragende Teil ist 10 bis 20 Zentimeter lang und trägt drei bis sieben sitzende Blüten, die im ausgewachsenen Zustand aufsteigend sind. Der ellipsoide Fruchtknoten ist 6 bis 9 Millimeter lang. Die grünlichen, purpurfarben überhauchten Perigonblätter sind trocken glauk-grünlichpurpurfarben. Die schmal trichterförmige, 7 bis 13 Millimeter lange Blütenröhre ist zu ihrer Basis hin schlank zylindrisch, aber nicht eingeschnürt. Ihre ausgebreitet-aufsteigenden oder etwas zurückgebogenen Zipfel sind 8 bis 10 Millimeter lang und meist kürzer als die Blütenröhre. Die Staubfäden sind offensichtlich mehr oder weniger purpurfarben. Sie überragen die Blütenröhre um etwa 20 Millimeter. Der Griffel ist länger als die Staubblätter. Die Blütezeit reicht von März bis April.
Über die Früchte und Samen ist nichts bekannt.

## Systematik und Verbreitung
Agave involuta ist im Norden des mexikanischen Bundesstaates Jalisco auf grasigen Lichtungen und Hügelseiten in trockenen Eichen- oder Kiefern-Eichenwäldern in Höhenlagen von 1500 bis 2000 Metern verbreitet.
Die Erstbeschreibung als Manfreda involuta durch Rogers McVaugh wurde 1989 veröffentlicht. Joachim Thiede und Urs Eggli stellten die Art 1999 in die Gattung Agave.
Die Art gehört in die Untergattung Manfreda und wird dort der Manfreda-Gruppe zugeordnet.

## Nachweise